# 프레차
프레차(이탈리아어: Prezza)는 이탈리아 아브루초주 라퀼라도에 있는 코무네이다.